# Make America Great Again
Make America Great Again (in italiano "Rendiamo l'America di nuovo grande"), spesso abbreviato con la sigla MAGA, è uno slogan utilizzato nella politica statunitense, reso popolare da Donald Trump nella sua campagna elettorale presidenziale del 2016 e quella del 2024.

## Storia

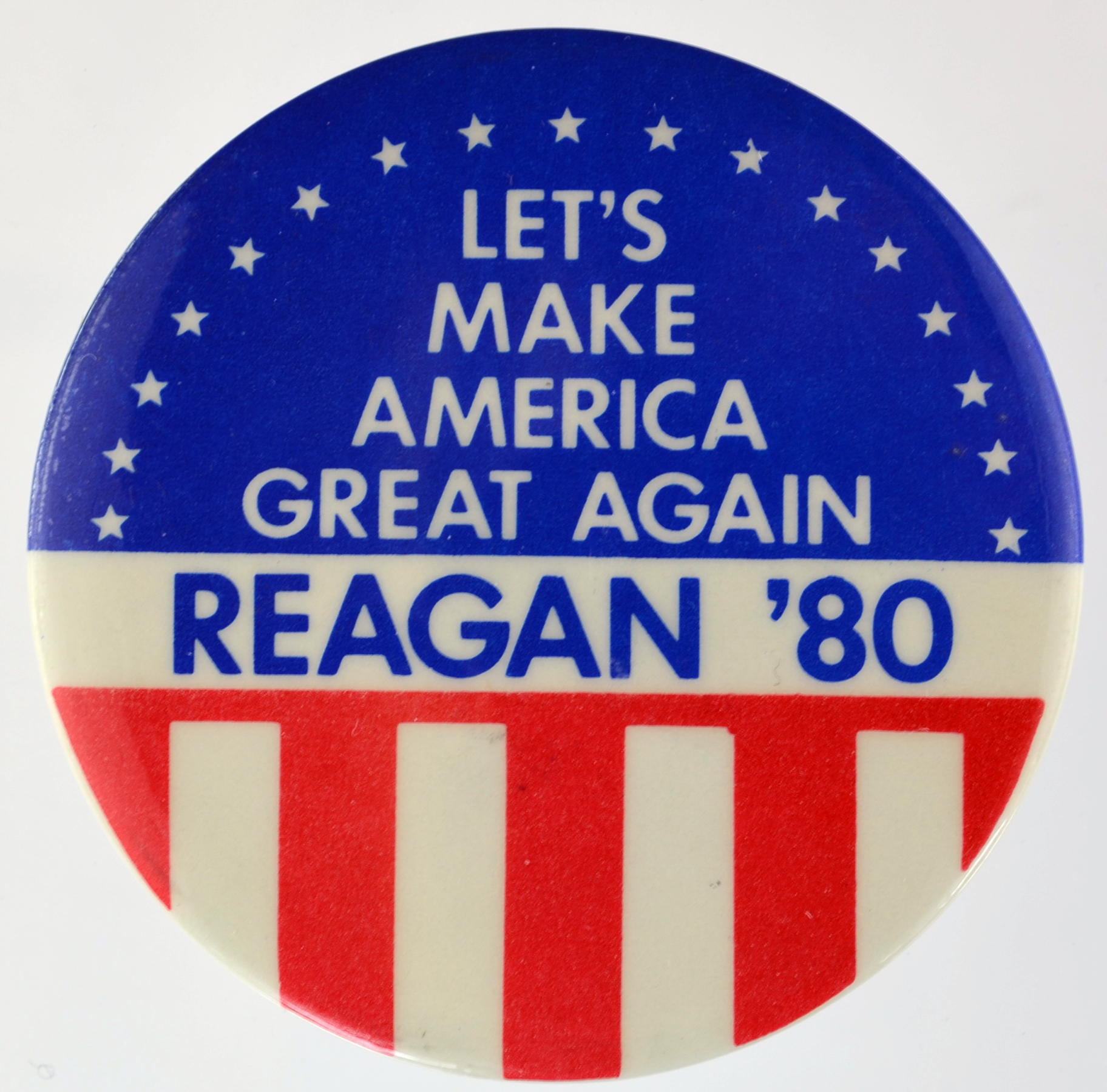
Slogan utilizzato da Reagan.

Ronald Reagan ha usato uno slogan analogo, Let's Make America Great Again, nella sua campagna presidenziale del 1980. All'epoca gli Stati Uniti soffrivano di un peggioramento dell'economia interna, segnato dalla stagnazione. Utilizzando la crisi economica del paese come trampolino di lancio per la sua campagna, Reagan ha utilizzato lo slogan per suscitare un senso di patriottismo tra gli elettori.
Anche Bill Clinton ha usato la frase nei discorsi durante la sua campagna presidenziale del 1992 e in uno spot radiofonico trasmesso durante la campagna elettorale 2008 di Hillary Clinton.
Il sondaggista democratico Douglas Schoen ha definito l'espressione di Trump come "probabilmente lo slogan da campagna più risonante della storia recente", facendo breccia nella maggioranza dell'elettorato statunitense che riteneva il paese effettivamente in declino. Lo slogan è diventato un fenomeno della cultura pop, ha visto un uso diffuso ed è stato utilizzato in diverse varianti 
in molti ambiti culturali tra cui le arti, lo spettacolo e la politica, e viene utilizzato sia da coloro che sostengono, sia da coloro che si oppongono alle presidenze di Donald Trump.

### 2025

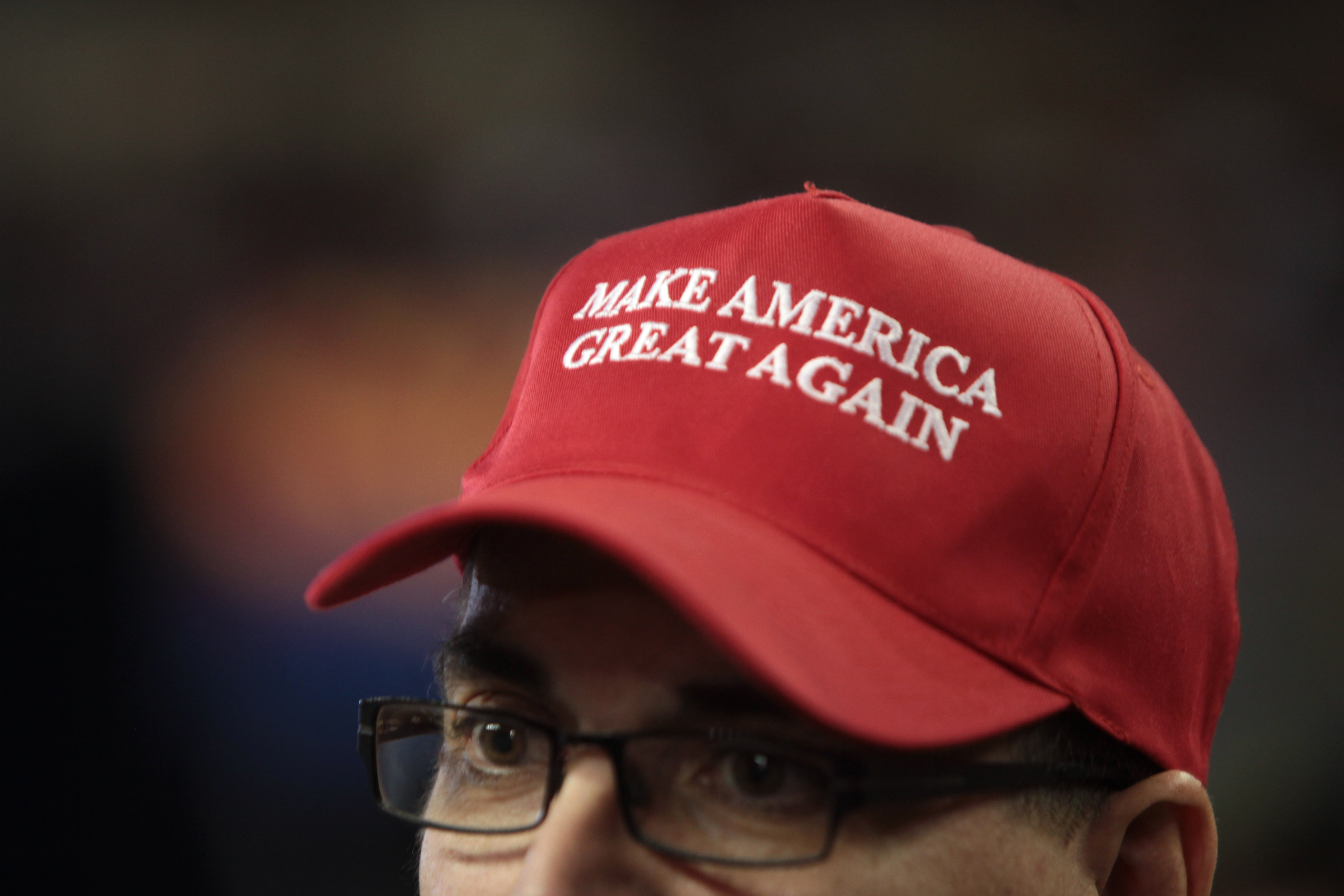
Slogan stampato su un berretto.

Il 1° febbraio 2025, Elon Musk tramite X rilancia il movimento MEGA, Make Europe Great Again. Esiste inoltre una testata giornalistica di un'associazione politica de I Repubblicani, MEGAToday.

## Slogan simili nel mondo

### Europa

#### Svezia
Durante le elezioni europee del 2019 in Svezia il partito Democratici Cristiani ha utilizzato lo slogan Make EU Lagom Again.

#### Spagna
Nel 2022 il partito Vox ha utilizzato la frase "Hacer a España grande otra vez".

#### Germania
Nel gennaio 2025, durante un comizio elettorale di Alternative für Deutschland per le elezioni federali tedesche del 2025, la leader del partito Alice Weidel dopo aver ringraziato Elon Musk per aver partecipato in videocollegamento usò l'espressione "Make Germany Great Again".

### Indonesia
Durante le elezioni presidenziali indonesiane del 2019 l'ex leader dell'opposizione Prabowo Subianto ha utilizzato la frase "Make Indonesia Great Again".

### Singapore
A Singapore, lo slogan Make Yishun Great Again è stato utilizzato dai creators come una battuta ricorrente, in cui la città stessa ha lo stereotipo di essere pericolosa.

### Australia
Il partito United Australia Party ha utilizzato gli slogan Make Australia Great e Make Australia Great Again durante le elezioni parlamentari australiane del 2019 e del 2022.